# 汪洋 (象棋棋手)
汪洋（1984年10月10日—），男，湖北漢川人，中国象棋棋士。2010年的第十六屆亞洲象棋團體錦標賽，以勝率超百分之七十六，升為特級大師。
第一届世界智力运动会象棋男子快棋赛金牌得主。之前亦曾在2007年的亞洲室內運動會獲得了男子象棋快棋賽的金牌。2025年1月12日，因涉嫌买卖棋，汪洋被处以终身禁赛的处罚，并撤销特级大师的称号。

## 其他國內比賽成績
- 1998年全國象棋少年赛第3名
- 2001年湖北省象棋比赛第1名。
- 2005年全國象棋個人賽第4名
- 2018年全國象棋個人賽第1名